# 迪巴马里王国
迪巴马里王国是马尔代夫历史上最古老的王国。斯里·室路德萨罗那迪蒂亚国王建立太阳王朝，并在前269年以前成为该国的第一任君主。
这个王国最初被称为迪巴马里。前3世纪，阿育王派遣使节访问时，马尔代夫被称为迪巴摩诃罗。
太阳王朝的最后一任君主科伊马拉女王与来自羯陵伽的月亮王朝王子结婚，从而确立月亮王朝的统治，这件事发生在1100年左右。